# Frannie
Frannie is een plaats (town) in de Amerikaanse staat Wyoming, en valt bestuurlijk gezien onder Big Horn County en Park County.

## Demografie
Bij de volkstelling in 2000 werd het aantal inwoners vastgesteld op 209. In 2006 is het aantal inwoners door het United States Census Bureau geschat op 211, een stijging van 2 (1,0%).

## Geografie
Volgens het United States Census Bureau beslaat de plaats een oppervlakte van 1,1 km², geheel bestaande uit land. Frannie ligt op ongeveer 1285 m boven zeeniveau.

## Plaatsen in de nabije omgeving
De onderstaande figuur toont nabijgelegen plaatsen in een straal van 44 km rond Frannie.